# José Diogo Raposo Mouzinho de Albuquerque
José Diogo Raposo Mouzinho de Albuquerque CvA • OA • ComA • GOA • MOCE (Leiria, Pousos, Quinta do Lapedo, 29 de Abril de 1845/9 - 5/6 de Abril de 1924) foi um militar português.

## Família
Era filho de Fernando Luís Mouzinho de Albuquerque e de sua mulher Matilde da Conceição Raposo.

## Biografia
Foi General de Divisão na reserva oriundo da Arma de Cavalaria, Comandante da 4.ª Brigada de Cavalaria, Governador da Praça de Elvas, etc.
Foi Cavaleiro da Ordem de Avis como Coronel do Regimento de Cavalaria n.º 7 a 1 de Janeiro de 1901 (Ordem do Exército, 1901, 2.ª Série, n.º 1, p. 3), Oficial da Ordem de Avis como Coronel do Regimento de Cavalaria n.º 7 a 27 de Julho de 1901 (OE., 1901, 2.ª Série, n.º 14, p. 196), Comendador da Ordem de Avis como Coronel do Regimento de Cavalaria n.º 7 a 1 de Janeiro de 1902 (O.E, 1902, 2.ª Série, n.º 1, p. 2), Estrela e Cruz de 2.ª Classe da Ordem da Coroa da Prússia como Coronel do Regimento n.º 4 de Cavalaria do Imperador da Alemanha, Guilherme II (Ordem do Exército, 1905, 2.ª Série, n.º 6, p. 75),, Cruz de 2.ª Classe da Ordem da Águia Vermelha da Alemanha como Coronel do Regimento n.º 4 de Cavalaria do Imperador da Alemanha, Guilherme II (Ordem do Exército, 1905, 2.ª Série, n.º 4, p. 64), Grande-Oficial da Ordem de Avis como General de Brigada do Estado-Maior General a 1 de Janeiro de 1909 (O.E, 1909, 2.ª Série, n.º 1, p. 3), Medalha de Ouro de Comportamento Exemplar, etc.

## Casamento e descendência
Casou em Santarém, Marvila, a 29 de Abril de 1872/3 com Maria Henriqueta Burlamaqui Moreno Marecos ou Burlamaqui Pedegache Marecos (Santarém, São Julião, 20 de Julho de 1849/50 - 1935 ou antes de 1935), filha de Francisco Hipólito Burlamaqui Pais Marecos (22 de Fevereiro de 1803 - 27 de Setembro de 1871), Capitão de Infantaria, Cavaleiro da Ordem de Avis, etc. (irmão do 1º Barão da Fonte Boa e 1º Visconde da Fonte Boa) e de sua mulher (casados a 24 de Outubro de 1846) Ana de Jesus/José Moreno. Teve dois filhos e uma filha: 
- Fernando Luís Mouzinho de Albuquerque (Campo Maior, Nossa Senhora da Expectação, 23 de Março de 1874 — Lisboa, Camões, 25 de Janeiro de 1942)
- Mência Marecos Mouzinho de Albuquerque (Santarém, Marvila, 6 de Abril de 1877 - 1962), falecida viúva, casada com José Eduardo Delgado Eliseu Ribeiro (- antes de 1962), Secretário de Finanças em Alcobaça, de quem teve um filho: 
  - José Diogo Mouzinho de Albuquerque Eliseu Ribeiro (Alcobaça, Alcobaça, 8 de Dezembro de 1909 - ?), casado primeira vez com Aida Delgado da Silva, de quem teve um filho, e casado segunda vez em Lisboa, São Mamede, a 2 de Setembro de 1942 com Ilda Machado Soares (São Roque do Pico, São Roque do Pico, 12 de Abril de 1909 - ?), de quem teve uma filha:
    - José Eduardo Delgado Eliseu Ribeiro, sem mais notícias
    - Maria de Fátima Mouzinho de Albuquerque Eliseu Ribeiro, sem mais notícias
- José Paulino Marecos Mouzinho de Albuquerque (Porto, 27 de Dezembro de 1885 - Lisboa, 8 de Agosto de 1965)